# 森田芳光
森田芳光（日语：／ Morita Yoshimitsu，1950年1月25日—2011年12月20日），日本電影導演、編劇。
森田於1981年發行首部身兼編、導的商業電影《之類的東西（の・ようなもの）》，獲橫濱電影節最佳電影與最佳新進導演獎；1983年推出黑色喜劇《家族遊戲（家族ゲーム）》，贏得當年度藍絲帶電影類獎等12個獎項，此兩部電影皆被評為20世紀百大日本電影。1985年，森田執導了改編自夏目漱石小說《從此以後（それから）》的同名電影，講究的明治時代氛圍，唯美而內歛。1997年，森田執導改編自渡邊淳一小說《失樂園（失楽園）》同名電影，中年人的婚外情，大膽的性愛場景，不只是當年度日本最賣座日語真人電影，更令「失樂園」一詞成為日文「婚外情」同義詞與年度流行語。
2011年12月13日森田身體不適住院，20日告因肝炎引發急性肝功能衰竭去世，享年61歲，入院前剛完成了《幸福特快車（僕達急行 A列車で行こう）》。森田一生共執導了28部電影，自己會創作劇本，也經常以文學作品為題材，類型多樣：喜劇、愛情、驚悚、家庭……等，其電影作品或個人曾獲日本各項大獎超過20個。

## 生平

### 成長

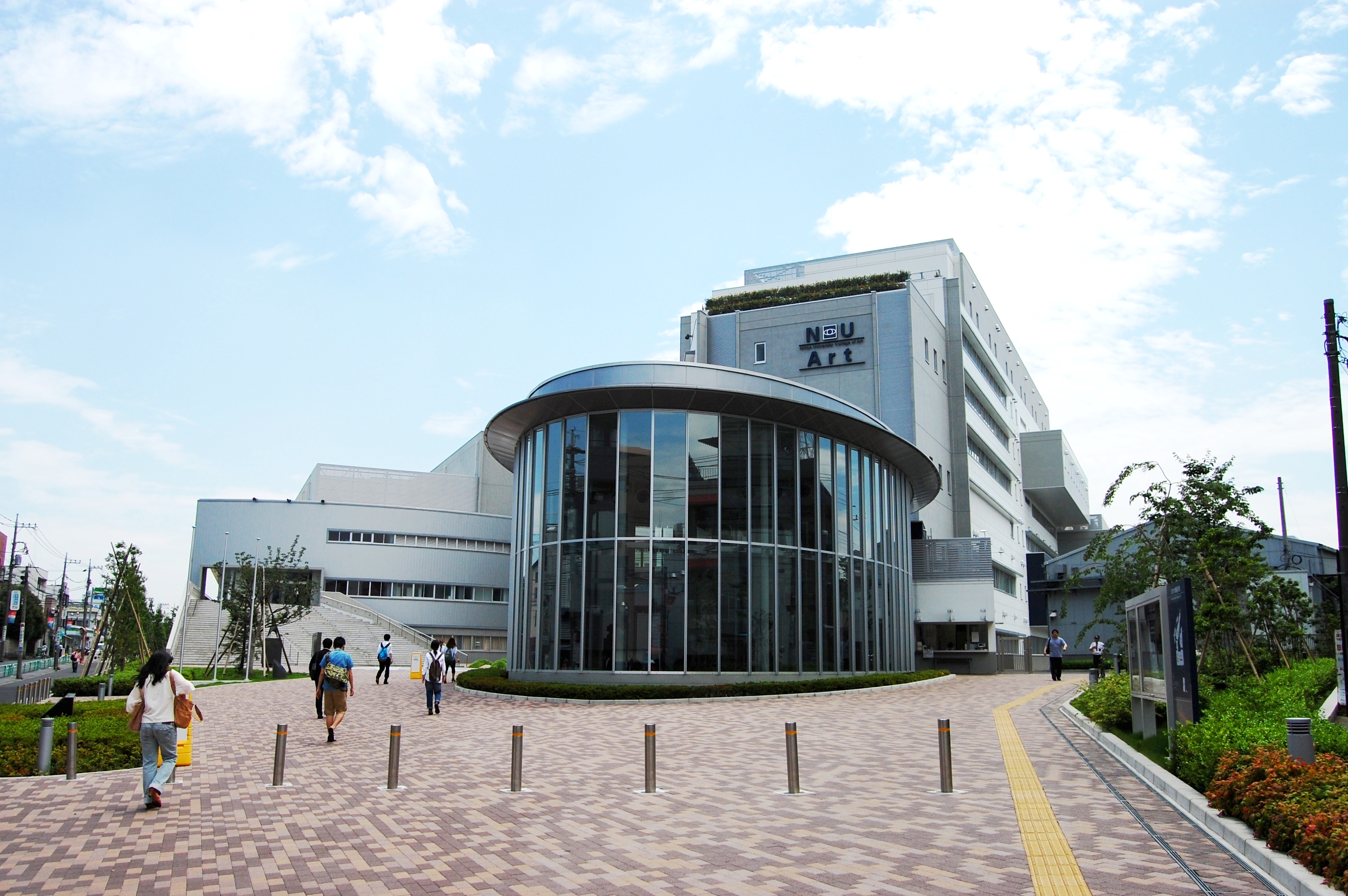
日本大學藝術學部大樓

森田芳光出生及成長於日本東京都澀谷區圓山町（IMDb資料誤植為神奈川縣茅崎市），家中獨子，父母經營料亭，店裡的客人不乏來自一流企業，不管客人身份皆會醉倒在藝妓身上，而藝妓更是日夜判若兩人，自幼看到虛有其表的人性與行為落差，讓森田不想只從外表觀察人。幼年跟隨祖母觀看中村勘三郎、水谷八重子等日本傳統藝能藝人的演出，也影響著森田的作品。
森田芳光小學就讀濱松町的東寶藝能學校附屬小學，曾參與電視節目演出成為童星。高中畢業於日本大學櫻丘高校，後攻讀日本大學藝術學部放送學科，18至19歲（1968至69年）就讀大學時，發生了「全學共鬪會議」學生運動，森田用8毫米底片拍攝參與運動的點點滴滴，為他的首部紀錄片電影作品。
1978年，28歲的森田以他母親家鄉神奈川縣的觀光勝地湘南為故事背境，拍攝了一部講述3個年青人的故事，85分鐘長8毫米的獨立製作電影《住在茅崎（ライブイン茅ヶ崎）》，成功入選了由「獎學金」所舉辦的第二屆（1978年）「自主製作電影展」，此片也是森田所導演的首部公開劇情片電影作品。

### 代表作

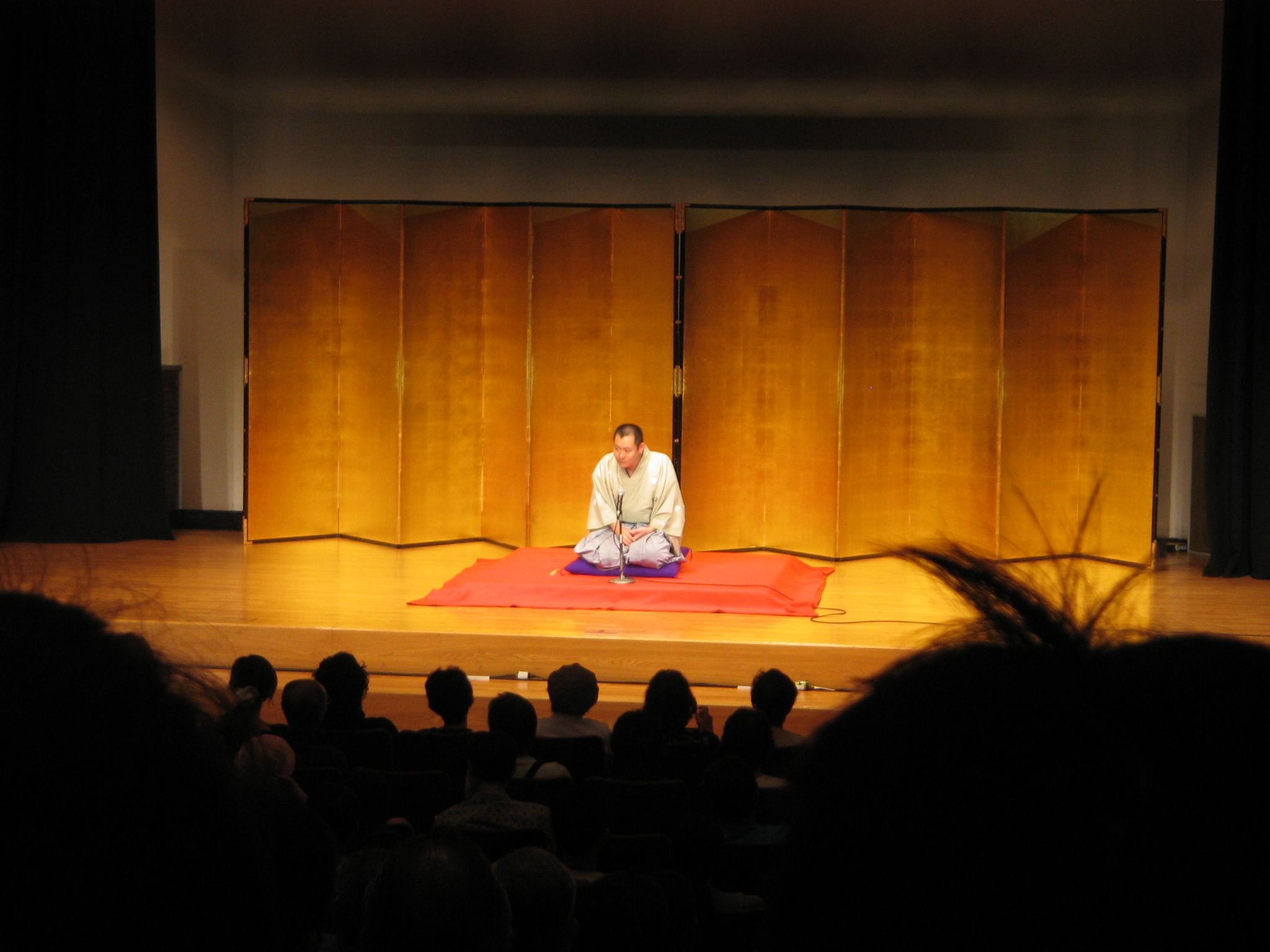
落語表演

大學時期曾參加「落語研究會」社團的森田，於1981年他31歲時，以年輕的落語家為題材，拍攝並發行了青春勵志喜劇《之類的東西（の・ようなもの）》，傳統藝術如何適應現代，笑中帶淚。森田身兼導演、編劇與企劃，此片獲第3屆（1981年度）橫濱電影節最佳電影（作品賞）、森田得最佳新進導演獎（新人監督賞），此部電影獲《電影旬報》雜誌評為20世紀百大日本電影第67名。
1983年森田與日本藝術劇場聯盟（A.T.G.）合作，發行改編自本間洋平小說《家族遊戲（家族ゲーム）》（第5屆昂文學獎（すばる文学賞）得主）的同名電影，森田為此片導演與編劇。透過一個準備參加升學考試，無心向學又被同學欺負的初中三年級男學生，如何經一位性情古怪的大學生補習輔導後，成績突飛猛進且不再被欺負作為故事主軸。森田安排故事中的家族成員關係疏離，除了一同在餐桌前供進晚餐以外，其餘時間都是各自生活、各自隱藏著自己的問題，彼此即使有會話，眼神卻都沒有交會。森田的黑色幽默手法，長方型餐桌成為舞台般的場景，諷刺批判日本1980年代的升學主義與核心家庭傳統家父中心價值。此片不只贏得當年度藍絲帶獎 (電影)「最佳導演獎（監督賞）」、日本電影導演協會「新人獎（日本映画監督協会新人賞）」、日本文化廳藝術選獎「電影類新人獎（映画新人賞）」等12個獎項，且被《電影旬報》雜誌評為20世紀百大日本電影第26名。
1984至92年間森田共拍了 9部類型各異的電影，其中1985年執導改編自日本文豪夏目漱石著名小說《從此以後（それから）》的同名電影，講述明治後期，一位受家族庇蔭的知識青年，惦戀著友人的妻子，不惜違背父親、友情，照顧身患重症的戀人，最終戀人仍未接受他的愛意。講究的時代氛圍，從服飾、器物、至肢體動作、人際互動都一絲不苟，森田用唯美而內歛的手法，透過電車、桌子、雨、百合花、水等象徵意念，運停格來凝住時空，充滿詩意般的惆悵。此片獲第28屆藍絲帶獎「最佳導演獎」等 4個最佳導演獎。
經過近 4年沉寂後的1996年，森田推出了原創劇本愛情喜劇電影《（昇）》。翌年1997年，森田執導了改編自渡邊淳一於《日本經濟新聞》連載小說《失樂園（失楽園）》的同名電影，講述一個遭丈夫冷漠對待的女書法家，與一位職場失意的已婚出版社男編輯發生婚外情，不倫戀情曝光對兩人與其家庭的衝激，極力掙脫最後殉情收場。森田用煽情的戀愛情節，激烈的性愛場景，從中年危機與冷漠婚姻關係來探討婚外情，廣受日本社會討論。此片不只以兩百萬觀看人次，成為日本當年度最賣座日語電影，也在中港台引起話題，更令「失樂園」一詞成為日文「婚外情」的同義詞，並獲選為日本1997年度流行語。

### 後期

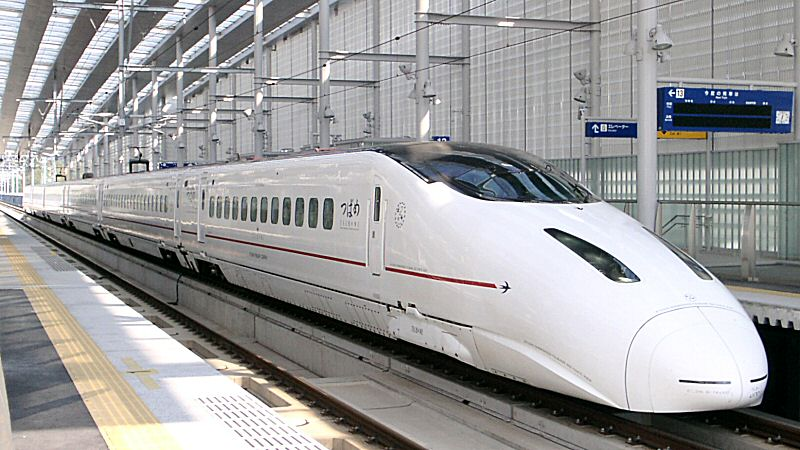
九州新幹線800型電車

1998至2010年間，森田共執導了 10部電影，大都能引起話題，也不乏佳作，如探討心神喪失殺人無罪的《刑法第三十九條（39 刑法第三十九条）》、講述玩弄人心連續殺人犯的《模仿犯（模倣犯）》、藉 4個姐妹描寫不同年齡當代女性心理的《宛如阿修羅（阿修羅のごとく）》、戲謔式的《間宮兄弟（間宮兄弟）》、重拍黑澤明浪人電影《椿三十郎（椿三十郎）》、參與多國影展的《武士的家計簿（武士の家計簿）》等；並曾參與《在世界的中心呼喊愛情（世界の中心で、愛をさけぶ）》等電影客串演出。
2011年九州新幹線全連通車後，森田把經過 10年構想的故事，編寫並開拍了一部講述年青鐵路迷，乘坐火車旅遊的《幸福特快車（僕達急行 A列車で行こう）》，森田患C型肝炎，曾多次住院治療，當整部電影完成後的同年12月13日，身體不適再度住院，惟於20日22時15分，因急性肝功能衰竭於東京都一間醫院中去世，享年61歲。
森田告別式於2011年12月24日，假東京都港區南青山的青山葬儀所舉行，家屬包括其妻子森田和子等人答禮，由主演《失樂園》的黑木瞳，以及在《海貓（海猫）》飾的三田佳子等著名影星致悼詞，從23晚「通夜」（日本葬禮前一晚徹夜的儀式）至告別式，近700人前來弔唁，包括著名影星、導演，如堤幸彥、役所廣司、佐藤浩市、織田裕二、堺雅人、佐佐木藏之介、松山研一、八千草薫、秋吉久美子、鈴木京香、木村佳乃、深津繪里、伊東美咲、貫地谷詩穗梨、北川景子等人。

## 獲獎
| 獲獎年度 | 授獎活動           | 活動屆次 | 獎項名稱       | 得獎情況   | 得獎作品 (原文/中文/英文) |
| -------- | ------------------ | -------- | -------------- | ---------- | ------------------------- |
| 2004年   | 日本電影金像獎     | 第27屆   | 導演獎         | 獲最優秀獎 | 宛如阿修羅                |
| 2003年   | 藍絲帶獎           | 第46屆   | 導演獎         | 獲獎       | 宛如阿修羅                |
| 2003年   | 每日電影獎         | 第58屆   | 日本優秀電影獎 | 入選       | 宛如阿修羅                |
| 2002年   | 每日電影獎         | 第57屆   | 日本電影影迷獎 | 獲獎       | 模仿犯                    |
| 2000年   | 橫濱電影節         | 第21屆   | 作品獎         | 獲獎       | 刑法第三十九條            |
| 2000年   | 橫濱電影節         | 第21屆   | 導演獎         | 獲獎       | 刑法第三十九條            |
| 1999年   | 柏林國際電影節     | 第49屆   | 金熊獎         | 競賽電影   | 刑法第三十九條            |
| 1999年   | 每日電影獎         | 第54屆   | 日本優秀電影獎 | 入選       | 刑法第三十九條            |
| 1999年   | 每日電影獎         | 第54屆   | 導演獎         | 獲獎       | 刑法第三十九條            |
| 1998年   | 日本電影金像獎     | 第21屆   | 導演獎         | 入選優秀獎 | 失樂園                    |
| 1997年   | 日本電影金像獎     | 第20屆   | 劇本獎         | 入選優秀獎 | （昇）                    |
| 1997年   | 橫濱電影節         | 第18屆   | 劇本獎         | 獲獎       | （昇）                    |
| 1996年   | 報知電影獎         | 第21屆   | 導演獎         | 獲獎       | （昇）                    |
| 1989年   | 日本電影金像獎     | 第12屆   | 劇本獎         | 入選優秀獎 | 白痴！                    |
| 1987年   | 日本電影金像獎     | 第10屆   | 劇本獎         | 入選優秀獎 | 喔嚯嚯！探險隊            |
| 1987年   | 橫濱電影節         | 第8屆    | 劇本獎         | 獲獎       | 喔嚯嚯！探險隊            |
| 1987年   | 橫濱電影節         | 第8屆    | 劇本獎         | 獲獎       | 愛打小算盤                |
| 1986年   | 電影旬報獎         | 第60屆   | 編劇獎         | 獲獎       | 喔嚯嚯！探險隊            |
| 1986年   | 日本電影金像獎     | 第9屆    | 導演獎         | 入選優秀獎 | 其後                      |
| 1986年   | 蒙特利爾世界電影節 | 第10屆   | 評審團獎       | 特別提名   | 其後                      |
| 1985年   | 藍絲帶獎           | 第28屆   | 導演獎         | 獲獎       | 其後                      |
| 1985年   | 報知電影獎         | 第10屆   | 導演獎         | 獲獎       | 其後                      |
| 1985年   | 報知電影獎         | 第10屆   | 作品獎         | 獲獎       | 其後                      |
| 1985年   | 電影旬報獎         | 第59屆   | 十佳日本電影   | 最佳       | 其後                      |
| 1985年   | 電影旬報獎         | 第59屆   | 導演獎         | 獲獎       | 其後                      |
| 1985年   | 每日電影獎         | 第40屆   | 日本優秀電影獎 | 入選       | 其後                      |
| 1984年   | 日本電影金像獎     | 第7屆    | 導演獎         | 入選優秀獎 | 家族遊戲                  |
| 1984年   | 日本電影金像獎     | 第7屆    | 劇本獎         | 入選優秀獎 | 家族遊戲                  |
| 1984年   | 橫濱電影節         | 第5屆    | 作品獎         | 獲獎       | 家族遊戲                  |
| 1984年   | 橫濱電影節         | 第5屆    | 導演獎         | 獲獎       | 家族遊戲                  |
| 1984年   | 橫濱電影節         | 第5屆    | 劇本獎         | 獲獎       | 家族遊戲                  |
| 1983年   | 藍絲帶獎           | 第26屆   | 導演獎         | 獲獎       | 家族遊戲                  |
| 1983年   | 報知電影獎         | 第8屆    | 作品獎         | 獲獎       | 家族遊戲                  |
| 1983年   | 電影旬報獎         | 第57屆   | 十佳日本電影   | 最佳       | 家族遊戲                  |
| 1983年   | 電影旬報獎         | 第57屆   | 導演獎         | 獲獎       | 家族遊戲                  |
| 1983年   | 電影旬報獎         | 第57屆   | 編劇獎         | 獲獎       | 家族遊戲                  |
| 1983年   | 每日電影獎         | 第38屆   | 劇本獎         | 獲獎       | 家族遊戲                  |
| 1982年   | 橫濱電影節         | 第3屆    | 作品獎         | 獲獎       | 之類的東西                |
| 1982年   | 橫濱電影節         | 第3屆    | 新進導演獎     | 獲獎       | 之類的東西                |

## 作品

### 導演
| 發行年月   | 片名 (原文/中文/英文) | 製作發行                      | 長度/類型              | 主要演員 |
| ---------- | --------------------- | ----------------------------- | ---------------------- | --- |
| 2012年3月  | 幸福特快車            | 東映                          | 117分鐘 彩色、劇情片   | 松山研一、瑛太、貫地谷詩穗梨、村川繪梨、皮爾·瀧（ピエール瀧）、星野知子、伊東由佳里、笹野高史、伊武雅刀、西岡徳馬、松坂慶子 |
| 2010年12月 | 武士的家計簿          | 松竹                          | 129分鐘 彩色、時代劇   | 堺雅人、仲間由紀惠、松坂慶子、草笛光子、西村雅彦、伊藤祐輝、藤井美菜、大八木凱斗、嶋田久作、宮川一朗太、小木茂光、茂山千五郎、中村雅俊 |
| 2009年10月 | 我來買單              | Asmik Ace Entertainment, Inc. | 110分鐘 彩色、喜劇     | 小雪、黑谷友香、井坂俊哉、山中崇、小山田小百合（小山田サユリ）、皮爾·瀧、天光真弓、小澤征悦、小池榮子、仲村亨、袴田吉彦、北川景子、佐藤恒治、藤田弓子、加藤治子、永島敏行 |
| 2007年12月 | 椿三十郎              | 東寶                          | 119分鐘 彩色、時代劇   | 織田裕二、豐川悅司、松山研一、鈴木杏、村川繪梨、佐佐木藏之介、林剛史、一太郎、粕谷吉洋、富川一人、戶谷公人、鈴木亮平、小林裕吉、中山卓也、風間杜夫、西岡徳馬、小林稔侍、中村玉緒、藤田誠（藤田まこと） |
| 2007年10月 | 南方大作戰            | 角川電影                      | 114分鐘 彩色、喜劇     | 豐川悅司、天海祐希、北川景子、田邊修斗、松本梨菜、村井美樹、平田滿、吉田日出子、松山研一、加藤治子 |
| 2006年5月  | 間宮兄弟              | Asmik Ace Entertainment, Inc. | 109分鐘 彩色、愛情喜劇 | 佐佐木藏之介、塚地武雅、常盤貴子、澤尻英龍華、北川景子、戶田菜穗、岩崎宏美（岩崎ひろみ）、佐藤隆太、橫田鐵平、佐藤恒治、桂憲一、廣田利昂娜（広田レオナ）、加藤治子、鈴木拓、高嶋政宏、中島美雪 |
| 2004年11月 | 海貓                  | 東映                          | 129分鐘 彩色、愛情     | 伊東美咲、佐藤浩市、仲村亨、三田佳子、Mimula、蒼井優、深水元基、白石加代子、小島聖、角田朋美（角田ともみ）、鳥羽潤、伊藤克信、宮下順子、小林敏江（小林トシ江）、吉本選江、佐藤恒治、菅原大吉、永倉大輔、武野功雄、三上大和、中村祐樹、吉田智則、吉田朝 |
| 2003年11月 | 宛如阿修羅            | 東寶                          | 135分鐘 彩色、劇情片   | 大竹忍、黑木瞳、深津繪里、深田恭子、八千草薰、仲代達矢、小林薰、中村獅童、Rikiya、桃井香織（桃井かおり）、坂東三津五郎、木村佳乃、紺野美沙子、益岡徹、長澤雅美 |
| 2002年6月  | 模仿犯                | 東寶                          | 124分鐘 彩色、犯罪驚悚 | 中居正廣、山崎努、藤井隆、津田寬治、木村佳乃、田口淳之介、寺脇康文、伊東美咲、藤田陽子、小池榮子、平泉成、城戶真亞子、茂呂師岡（モロ師岡）、村井克行、角田朋美（角田ともみ）、中村久美、小木茂光、由紀沙織（由紀さおり）、橋本康榮、植田健、簑輪裕太 |
| 1999年11月 | 黑暗之家              | 松竹                          | 95分鐘 彩色、恐怖      | 内野聖陽、大竹忍、西村雅彦、田中美里、石橋蓮司、町田康、小林薰、桂憲一、伊藤克信、菅原大吉、佐藤恒治、小林敏江（小林トシ江）、友里千賀子、鷲尾真知子、貴志祐介、山崎將義、黑谷清水 |
| 1999年5月  | 刑法第三十九條        | 松竹                          | 133分鐘 彩色、犯罪     | 鈴木京香、堤真一、岸部一德、杉浦直樹、樹木希林、江守徹、吉田日出子、山本未來、勝村政信、國村隼、大地泰仁、笹野高史、竹田高利、入江雅人、春木美佐世（春木みさよ）、菅原大吉、南勇（南イサム）、淺井美歌、吉谷彩子、河村一代、吉田勇己、佐藤恒治、小林敏江（小林トシ江）、磯部弘、土屋久美子、田村忠雄、井上博一、洛基·池田（ラッキィ池田）                                                                    |
| 1997年5月  | 失樂園                | 東映                          | 119分鐘 彩色、愛情     | 役所廣司、黑木瞳、星野知子、柴俊夫、寺尾聰、平泉成、木村佳乃、岩崎加根子、中村敦夫、小坂一也、縣森魚（あがた森魚）、石丸謙二郎、原千晶、金久美子、速水典子、村上淳 |
| 1996年3月  | （昇）                | 東寶                          | 118分鐘 彩色、愛情     | 深津繪里、内野聖陽、戶田菜穗、宮澤和史、竹下宏太郎、鶴久政治、山崎直子、平泉成、潮哲也、八木昌子 |
| 1992年8月  | 未來的回憶            | 東寶                          | 118分鐘 彩色、科幻     | 工藤靜香、清水美砂、大衛·伊東（デビット伊東）、和泉元彌、橋爪功、宮川一朗太、氏木剛（うじきつよし）、唐澤壽明、真行寺君枝、鈴木京香 |
| 1991年5月  | 幸運婚禮              | 東寶                          | 109分鐘 彩色、愛情     | 三田佳子、齊藤由貴、唐澤壽明、田中邦衛、小林稔侍、齋藤晴彦、橋爪功、南美江、結城美榮子、入江若葉、白島靖代、成田路實、松浦佐紀 |
| 1989年10月 | 廚房                  | 松竹                          | 106分鐘 彩色、愛情     | 川原亞矢子、松田凱奇（松田ケイジ）、橋爪功、吉住小昇、後藤直樹、中島陽典、松浦佐紀、浦江明子（浦江アキコ）、入船亭扇橋、四谷西蒙（四谷シモン）、濱美枝 |
| 1989年7月  | 愛與平成之色男        | 松竹                          | 96分鐘 彩色、喜劇      | 石田純一、鈴木保奈美、武田久美子、財前直見、久保京子、鈴木京香、桂三木助 |
| 1988年12月 | 就是悲色              | 東映                          | 102分鐘 彩色、犯罪動作 | 仲村亨、高嶋政宏、藤谷美和子、石田百合子、橘由香里（橘ゆかり）、森尾由美、秋野太作、益昔·尾形（イッセー尾形）、上田正樹、小林薰、松居一代、津村鷹志、加藤善博、阿藤快、加藤武、北村和夫、江波杏子、高島忠夫 |
| 1986年8月  | 愛打小算盤            | 東寶                          | 109分鐘 彩色、喜劇     | 石橋貴明、木梨憲武、安田成美、小林薰、名取裕子、渡邊徹、石立鐵男、淺野優子（浅野ゆう子）、津村隆、益昔·尾形（イッセー尾形）、孟加拉（ベンガル）、木內綠（木内みどり）、財津和夫、三木則平（三木のり平）、小林桂樹 |
| 1985年11月 | 其後                  | 東映                          | 130分鐘 彩色、愛情     | 松田優作、藤谷美和子、小林薰、笠智衆、中村嘉葎雄、草笛光子、風間杜夫、美保純、森尾由美、益昔·尾形（イッセー尾形）、羽賀研二、川上麻衣子、遠藤京子、泉順（泉じゅん）、一乃宮敦子（一の宮あつ子） |
| 1984年7月  | 我的夏日旅行          | 東映                          | 101分鐘 彩色、愛情     | 藥師丸博子、野村宏伸、財津和夫、渡邊真知子、太田裕美、戶川純、小倉一郎、久内道夫（ひさうちみちお）、弓惠子、黑川百合、加藤善博、松川納米（松川ナミ）、渡邊良子、中澤亮、小松政夫、濱村純、桃井香織（桃井かおり） |
| 1984年2月  | 籃色假期              |                               | 130分鐘 彩色、犯罪     | 澤田研二、樋口可南子、日下武史、矢崎滋、岡本真、岸部一德、宮本信子、加藤治子、杉浦直樹 |
| 1983年6月  | 家族遊戲              | A.T.G.                        | 107分鐘 彩色、喜劇     | 松田優作、伊丹十三、由紀沙織（由紀さおり）、宮川一朗太、辻田順一、松金米子、岡本香織（岡本かおり）、鶴田忍、戶川純、白川和子、佐佐木志郎、伊藤克信、加藤善博、土井浩一郎、植村拓也、前川麻子、渡邊知美、松野真由子、中森泉（中森いづみ）、佐藤真弓、小川隆宏、清水健太郎、阿木燿子 |
| 1983年1月  | 紅粉理髮：厚愛深愛    | 日活                          | 68分鐘 彩色、情色喜劇  | 寺島真弓（寺島まゆみ）、井上麻衣、渡邊良子、山口千枝、山地美貴、麻生美智子（麻生みちこ）、伊藤克信、佐藤恒治、山田克朗、小林宏史、今日珠實、淺紫琴美（浅紫ことみ）、高橋仁、佐藤正悦 |
| 1982年9月  | 傳說中的脫衣舞娘      | 日活                          | 67分鐘 彩色、情色喜劇  | 岡本香了、三崎奈美、宮脇康之、太田綾子（太田あや子）、上野淳、吉川遊土、大高範子、金田明夫、森田日記 |
| 1982年7月  | 澀柿隊：男孩與女孩    | 東映                          | 78分鐘 彩色、喜劇      | 本木雅弘、藥丸裕英、布川敏和、宇紗木千惠、吉田麻子、河上由香里（河上ゆかり）、宮尾進（宮尾すすむ）、清水可可（清水クーコ）、江藤博利、片瀨梨乃（かたせ梨乃） |
| 1981年9月  | 之類的東西            | 角川電影                      | 103分鐘 彩色、喜劇     | 秋吉久美子、伊藤克信、尾虅功（尾藤イサオ）、電電（でんでん）、小林正寬（小林まさひろ）、大野貴保、麻生愛莉卡（麻生えりか）、五十嵐知子、風間薰（風間かおる）、直井理奈、入船亭扇橋、内海好江、鷲尾真知子、吉澤由起、小宮久美子、三遊亭樂太郎、芹澤博文、加藤治子、春風亭柳朝、黒木真矢（黒木まや）、大川真理（大川まり）、小堺一機、關根勤、太田三枝子、大熊和子、室井滋、太田理奈、大角桂子、永井豪、清水石明美（清水石あけみ）、金井久、小笠原勤 |
| 1978年5月  | 住在茅崎              | （獨立製作）                  | 85分鐘 彩色、劇情片    | 青木真己、石井保、三澤信子 |

### 編劇
| 發行年月           | 片名 (原文/中文/英文)        | 形式         | 劇作   | 原著               | 原作者        |
| ------------------ | ---------------------------- | ------------ | ------ | ------------------ | ------------- |
| 2012年3月 （暫訂） | 幸福特快車                   | 電影         | 原創   | –                  | –             |
| 2009年10月         | 我來買單                     | 電影         | 原創   | –                  | –             |
| 2007年10月         | 南方大作戰                   | 電影         | 改編   | 《》               | 奥田英朗      |
| 2006年5月          | 間宮兄弟                     | 電影         | 原創   | –                  | –             |
| 2002年6月          | 模仿犯                       | 電影         | 改編   | 《》               | 宮部美幸      |
| 2000年10月         | 五彩繽紛                     | 電影         | 改編   | 《》               | 森繪都        |
| 1998年7月          | 只有你不知道                 | 電影         | 原創   | –                  | –             |
| 1996年3月          | （昇）                       | 電影         | 原創   | –                  | –             |
| 1994年2月          | 沒有駕駛執照！               | 電影         | 原創   | –                  | –             |
| 1993年9月          | 我的緍禮                     | 電視連續劇   | 被改編 | 《》               | 森田芳光      |
| 1993年1月          | 很高興認識你                 | 電視單元劇   | 原創   | –                  | –             |
| 1992年8月          | 未來的回憶                   | 電影         | 改編   | 《》               | 藤子·F·不二雄 |
| 1991年1月          | 誠的故事                     | 電視綜合戲劇 | 原創   | –                  | –             |
| 1991年9月          | 白痴！（4）：你！            | 電影         | 原創   | –                  | –             |
| 1991年5月          | 幸運婚禮                     | 電影         | 原創   | –                  | –             |
| 1990年12月         | 今晚只想要玩 3：攝影危險嗎？ | 電視單元劇   | 原創   | –                  | –             |
| 1990年11月         | 今晚只想要玩 2：當心電話留言 | 電視單元劇   | 原創   | –                  | –             |
| 1990年10月         | 今晚只想要玩 1：寵物打擾你   | 電視單元劇   | 原創   | –                  | –             |
| 1990年10月         | 白痴！（3）：怪人            | 電影         | 原創   | –                  | –             |
| 1989年10月         | 廚房                         | 電影         | 改編   | 《》               | 吉本芭娜娜    |
| 1989年7月          | 愛與平成之色男               | 電影         | 原創   | –                  | –             |
| 1989年7月          | 白痴！（2）：要幸福          | 電影         | 原創   | –                  | –             |
| 1988年12月         | 就是悲色                     | 電影         | 改編   | 《悲しい色やねん》 | 小林信彦      |
| 1988年10月         | 白痴！ 我，很生氣            | 電影         | 原創   | –                  | –             |
| 1988年4月          | 我與永恆                     | 電視單元劇   | 原創   | –                  | –             |
| 1986年10月         | 喔嚯嚯！探險隊               | 電影         | 改編   | 《》               | 干刈縣（干刈あがた）    |
| 1986年9月          | 週末物語：灰姑娘快遞         | 電視單元劇   | 原創   | –                  | –             |
| 1986年8月          | 愛打小算盤                   | 電影         | 原創   | –                  | –             |
| 1984年7月          | 我的夏日旅行                 | 電影         | 改編   | 《》               | 片岡義男      |
| 1984年2月          | 籃色假期                     | 電影         | 改編   | 《》               | 丸山健二      |
| 1983年7月          | 3年之癢                      | 電影         | 原創   | –                  | –             |
| 1983年6月          | 家族遊戲                     | 電影         | 改編   | 《》               | 本間洋平      |
| 1983年1月          | 紅粉理髮：厚愛深愛           | 電影         | 原創   | –                  | –             |
| 1982年9月          | 傳說中的脫衣舞娘             | 電影         | 原創   | –                  | –             |
| 1982年7月          | 澀柿隊：男孩與女孩           | 電影         | 原創   | –                  | –             |
| 1981年9月          | 之類的東西                   | 電影         | 原創   | –                  | –             |
| 1978年5月          | 住在茅崎                     | 電影         | 原創   | –                  | –             |

### 演出
| 發行年月   | 片名 (原文/中文/英文) | 形式       | 角色         |
| ---------- | --------------------- | ---------- | ------------ |
| 2009年1月  | 誰都不能保護          | 電視電影   | 大野木康介   |
| 2004年5月  | 在世界的中心呼喊愛情  | 電影       | （電影導演） |
| 1998年6月  | 不夜城                | 電影       | （賭客）     |
| 1997年10月 | 东京日和              | 電影       | 阿波野       |
| 1997年10月 | 另一顆心臟            | 電視單元劇 | 山崎健治     |
| 1988年5月  | 老闆的情婦            | 電視單元劇 | –            |
| 1960年1月  | 長屋諸君              | 電視連續劇 | –            |

### 製作
| 發行年月   | 片名 (原文/中文/英文) | 形式 | 職責     |
| ---------- | --------------------- | ---- | -------- |
| 1991年9月  | 白痴！（4）：你！     | 電影 | 執行製作 |
| 1990年10月 | 白痴！（3）：怪人     | 電影 | 執行製作 |
| 1989年7月  | 白痴！（2）：要幸福   | 電影 | 執行製作 |
| 1988年10月 | 白痴！ 我，很生氣     | 電影 | 執行製作 |
| 1981年9月  | 之類的東西            | 電影 | 企劃     |

## 延伸閱讀
- 全學共鬥會議（全学共闘会議）
- PIA電影節（ぴあフィルムフェスティバル）
- 落語
- 中年危機
- 鐵路迷

## 外部連結
- 森田芳光在互联网电影资料库（IMDb）上的資料（英文）
- 森田芳光事務所的X（前Twitter）